# Dawson (Illinois)
Dawson – wieś w Stanach Zjednoczonych, w stanie Illinois.

## Demografia
W 2010 liczyła 509 mieszkańców. W 2023 liczba mieszkańców minimalnie spadła do 507 osób, a gęstość zaludnienia poniżej 248 osób/km².